# Ahornsee (Dachstein)
Ahornsee är en sjö i Österrike.   Den ligger i bergskedjan Dachstein i förbundslandet Steiermark, i den centrala delen av landet, 210 kilometer väster om huvudstaden Wien. Ahornsee ligger 1 486 meter över havet.
I omgivningarna runt Ahornsee växer i huvudsak blandskog. Runt Ahornsee är det ganska glesbefolkat, med 25 invånare per kvadratkilometer.